# Микулинці
Мику́линці (давні назви: Мику́лин, Мику́линь) — селище в Тернопільському районі Тернопільської області на річці Серет, Від вересня 2015 року — центр Микулинецької селищної громади, до того — центр Микулинецької селищної ради, якій підпорядковувалися села Воля, Конопківка і Кривки. Населення — 3568 осіб (2022). Відстань до Тернополя - 18 км.
Найближча залізнична станція Микулинці-Струсів знаходиться за 4 км від поселення в смт Дружба.
Містечко вважається найдавнішим на Тернопільщині та одним із найдавніших у Західній Україні.

## Географія
Микулинці розташовані у Східній Європі, Західній Україні, у центрі Тернопільської області.
Селище межує на півночі із селом Лучка, на сході із селом Воля, на півдні Кривки, на південному заході із селом Ладичин і на заході — селом Конопківка.
Площа зелених насаджень становить 29 га.
Поблизу Микулинців проходить автомагістраль E85 Берестя — Чернівці — Одеса.
У селищі є джерела лікувальних мінеральних вод.

### Відстані до обласних центрів
Відстань до:
- Тернополя — 18,4 км
- Івано-Франківська — 115 км
- Хмельницького — 128 км[2].
- Чернівці — 154 км.

### Рельєф
Містечко розташоване на підвищеній платоподібній, розчленованій ярами та балками поверхні. Схили широкої заплави Серету урвисті, річище меандрує.

### Клімат
Середня температура січня становить −5,5 °C, липня — +18,3 °C.
Середня річна кількість опадів — від 550 до 600 мм.. За кліматичним районуванням Тернопільської області селище розташоване у так званому «холодному Поділлі».

## Історія

### Археологічні знахідки
Поблизу Микулинців виявлено археологічні пам'ятки доби мезоліту, західноподільської групи скіфського часу, давньоруської культури (ймовірно, літописного Микулина).
Біля сусіднього села Воля відкрито і досліджено поселення трипільської культури 3 — 4 тисячоліть до нашої ери.

### Раннє середньовіччя

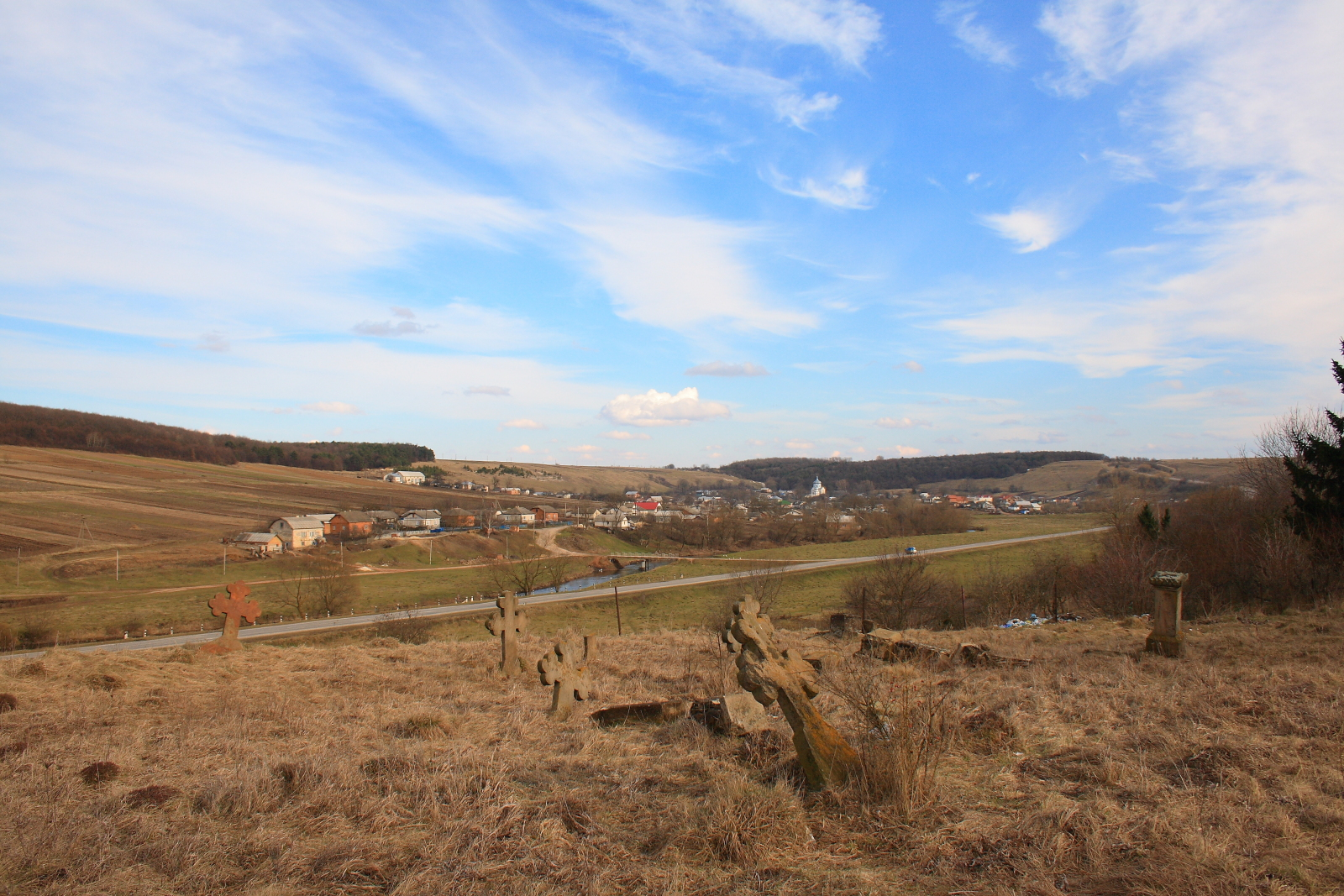
Околиці Микулинців. Вигляд на село Воля з польського кладовища

Перша писемна згадка — 1096 як Микулин, згідно з «Повчанням» Володимира Мономаха:
|  | А у В'ятичі ходив дві зими на Ходоту і на сина його, і до Кордну ходив першої зими. І ще за Ізяславичами [гналися] за Микулин, і не настигли їх. І тієї весни — до Ярополка у Броди на раду. |

За однією з версій, назва селища походить від імені його засновника — воєводи князя Василька Микули. Згідно з іншою, — від давньої церкви святого Миколая, яку збудували тут монахи.
У Лаврентіївському літописі «город Микулинь» згадується три рази у зв'язку з князівськими міжусобицями.
Зокрема є згадка під 1444 роком.
1202 поблизу Микулинців відбулася битва київського князя Рюрика Ростиславича з галицькими і володимирськими боярами.
У другій половині XI століття поселення належало до Теребовельського, від 1140-х — до Галицького, від 1199 — Галицько-Волинського князівств. На той час Микулин був значним населеним пунктом, через який проходив торговельний шлях з Галича до Києва, водночас був ніби твердинею від нападів зовнішніх ворогів.

### Період польського панування
1387 року селище у складі Галицької землі підпало під владу Польщі й згодом почало називатися Микулинці (пол. Mikulińce, Мікуліньце).
У записах Актів гродських і земських зареєстровано видану в таборі біля села Сапова грамоту 1 липня 1459, у якій вказано, що Грицько Кердейович зобов'язаний на своєму селі Микулинці у Галицькому дистрикті генеральному руському старості Анджею Одровонжу суму 60 марок широких празьких грошів. Свідками записані, зокрема, Петро Цебровський, Микола Сенявський, Якуб Копичинський.
Наприкінці 15 — в першій половині 16 століть на Микулинці почастішали напади татарських орд. Для захисту від ворогів власниця містечка графиня Анна з Сенявських Йорданова — донька гетьмана короного, руського воєводи Миколая Сенявського — сприяла будівництву 1550 року мурованого замку-фортеці, що у поєднанні з вигідним географічним положенням призвело до зростання поселення, збільшення кількості населення.
1595 року Микулинці отримали статус міста з правом 3-х щорічних ярмарків і кожного вівторка — торгів. Жителі міста звільнялися від податків на 6 років. Приїжджим купцям дозволялося вести безмитну торгівлю.
Потім власниками замку були Самійло Зборовський — зять Анни Сенявської-Йордан, Александр Зборовський. 1637 року містечко разом з фортецею купив Станіслав Конєцпольський. Згодом селище стало власністю Мнішеків, Любомирських, з II-ї половини XVII століття Потоцьких, від 1792 — Конопків гербу Новина.
Панщина в І чверті 17 століття досягала 5-6 днів на тиждень від ланового господарства.
Під час національно-визвольної війни 1648–1657 фортеця зазнала руйнувань. У 1656–1657 роках на околицях Микулинців діяли загони опришків.
1672 року, після 15-денної облоги замку, місто захопили війська султанської Туреччини під проводом І. Шишмана. Турки перебили всіх чоловіків, а жінок, дітей та ремісників забрали в полон.
Під час польсько-турецької війни пропала грамота про надання міських прав, тому на прохання власниці міста, Людвіки з Мнішеків Потоцької, 1758 року польський король Август III Фрідріх був змушений видати нову, якою підтвердив за Микулинцями статус міста і надав магдебурзьке право, а також затвердив герб містечка з зображенням Св. Йосифа Обручника, що тримає на руках немовля Ісуса, на срібному тлі.

### Австрійський період
1772 року Микулинці відійшли до Австрії.
Українці містечка отримали більше свободи виражати національну ідентичність. Від 22 березня 1776 року українська мова стає храмовою.

#### Розвиток ремесл
В цей час населення поділялося на міщан-ремісників, торговців, жителів передмістя. Ремісники, яких у місті було 193, були об'єднані у 5 цехів:
- ткацький
- кравецько-кушнірський
- шевсько-грабарський
- гончарний
- різницький

Коли ремісників якогось фаху було мало, то вони входили до іншого цеху. До ткацького цеху належали ремісники, що виготовляли решета, мотузки, килими, а до цеху гончарів — ковалі, ювеліри, бляхарі, стельмахи, бондари, мулярі та інші.
Кожен підмайстер, щоб стати майстром, повинен був внести грішми 24 золоті, 8 фунтів воску, 4 кварти горілки, бочку пива, а також влаштувати вечерю для всіх майстрів цеху. Не маючи на це коштів, більшість з них на все життя залишалися підмайстрами.
За інвентарем Микулинецького ключа 1773 року, у місті налічувалося 104 жителі передмість, які займалися сільським господарством. Вони користувалися надільною землею. Проте ці наділи були вдвічі менші за наділи селян Микулинецького ключа. Селяни були зобов'язані виконувати тяглові та піші панщинні повинності, платити данину й чинші

#### Соціальний устрій
У 1874 році було зроблено зведений перелік прибутків населення Микулинців. Згідно з ним проживало:
- 160 міщан
- 67 жителів передмість
- 11 халупників
- 7 комірників
- 3 мельники
- 5 шляхтичів

Міщанські двори поділялися на 2 категорії, з них 44 мали польову землю, платили грошовий чинш по 2 золоті ринські за дім і город та по 3 золоті з поля, але панщини не відробляли. 116 міщан не мали польової землі і платили чинш за дім і город від 20 крейцерів до 2 золотих ринських та данину курми. Тяглові жителі передмість відбували панщину по 3 дні на тиждень, виконували різні повинності на користь панського двору, давали данину курми.
Халупники, комірники, мельники відбували панщину й виконували різну роботу на користь пана.
Шляхта платила по 3-6 золотих ринських чиншу й виконувала за помірну плату деякі роботи на пана.
Магнату Потоцькому, у володіння якого тоді перебували Микулинці, належало 3616 моргів землі, церкві і костелу — 130 моргів, а всі інші жителі користувалися 1221 моргами. Потоцькі також мали цегельню та водяний млин. На північній околиці міста на узвишші стояв палац, що зберігся й до наших днів і охороняється державою як пам'ятка архітектури.

#### Містечко у середині XIX століття
1810–1815 Микулинці у складі Тернопільського краю перебували під владою Росії, від 1815 — знову перейшли до Австрії.
На початку XIX ст. фортеця втратила своє оборонне значення. Власник містечка і навколишніх земель барон Ян Конопка, перебудувавши відповідно давні житлові приміщення, створив у фортеці суконну фабрику, а на місці природних сірчаних джерел, виявлених недалеко від Микулинців, побудував грязьову лікарню з пансіонатом, де лікувалася знатна шляхта. Проте незабаром суконну фабрику, яка не витримала конкуренції австрійських мануфактур, довелося закрити. А після того, як на Прикарпатті було відкрито нові мінеральні джерела, лікарня втратила свою популярність, бо містилася далеко від центральних районів Австрійської імперії. Замком з того часу також ніхто більше не цікавився. У занедбаному стані він поступово руйнувався і руйнація триває дотепер.
В 1830-х роках фільварок перейшов у володіння графа Рея. У 1846 році стався бунт селян. Микулинецькій владі довелося найняти 200 солдатів.

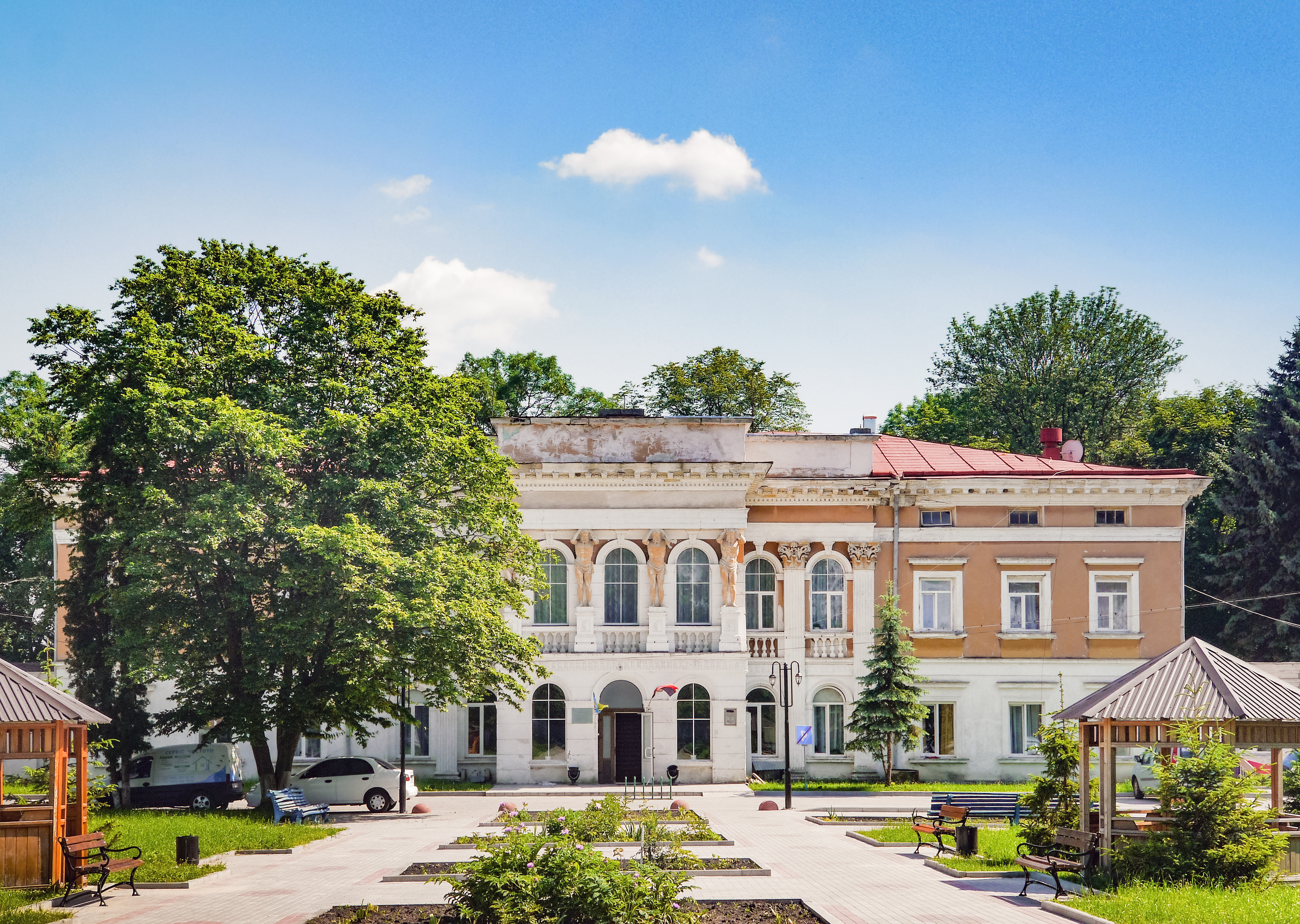
Палац Реїв — пам'ятка архітектури австрійської доби

Після революційних подій 1848 року селяни почали викуповувати землю, сума викупних платежів в Микулинцях становила на 1859 рік 2789 флоринів 15 крейцерів. Великі викупні платежі призвели до швидкого розорення селянських господарств. У 1880 році до панського фільварку входило 867 моргів орної землі, 175 моргів лук, 65 моргів пасовищ, 588 моргів лісу.
На 3642 жителі міста припадало 1288 моргів землі, 233 морги лук, 171 морг пасовищ. Серед жителів Микулинців було:
- 946 греко-католиків
- 926 римо-католиків
- 1770 юдеїв.

1883 року у Микулинцях діяв лише паровий млин. У наступні роки була заснована броварня і винокурня, цегельня, два млини. Розпочалося випалення вапна.

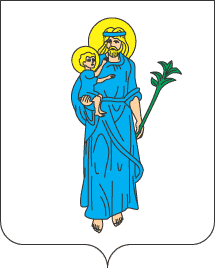
Герб Микулинців часів Австрії і Польщі

На початку 20 століття в Микулинцях вже працювала невелика ткацька фабрика, що виробляла оксамит, рушники й бавовняні хустки, каменоломні, кар'єр для видобутку гравію, майстерня, де виготовляли чавунні казани.
Значного розвитку набуло ремесло. У містечку налічувалося 163 ремісник 17 спеціальностей (гончарі, шевці, кравці, кушніри тощо). Наприкінці 19 — на початку 20 століття добре відомими були гарно оздоблені глечики з вузькими шийками, глеки з широкими розхилами, персневидні куманці, миски, свічники та інші вироби микулинецьких гончарів.

#### Культурне життя
1885 року в Микулинцях побував Іван Франко. Він виступав перед селянами і розповідав про те, як почалася і як скінчилася панщина в Галицькій землі.
У 1890-х роках в Микулинцях працювало 3 приватні лікарні і 2 акушерки, діяла аптека.
У 1848 році існувала однокласна школа з польською мовою викладання. 1886 року відкрили трикласну школу. Але з 702 дітей її відвідували лише 375. Близько 60 % дорослого населення міста не знали грамоти, а з 4073 мешканців Микулинців читати вміли лише 77 осіб.
Центром національно-культурного життя в Микулинцях стало товариство «Просвіта», яке засноване 1890 року. Першим його головою був директор школи Рибачок А. Воно мало великий дім, де проходили різні культосвітні заходи, театральні вистави, концерти, читались лекції на різну тематику. При «Просвіті» існували товариства «Січ» і «Сокіл».
У липні 1902 внаслідок пожежі більшість будівель згоріла.

### Перша світова війна та Українська революція
Під час І світової війни у Микулинцях стояли частини 8-ї російської армії, що вступили сюди на початку серпня 1914 року. В ході бойових дій, а також внаслідок пересування військових частин загинули посіви на значних площах. Населення голодувало.
До середини 1917 року Микулинці залишалися фронтовим містом, після чого їх захопило австрійське військо.
Після розпаду Австро-Угорщини Микулинці протягом деякого часу в листопаді 1918 року перебували у складі Західно-Української Народної Республіки. У середині липня 1919 року місто окупували польські війська.
31 липня 1920 частини 60-ї стрілецької дивізії Червоної Армії окупували Микулинці. Міський ревком створив народну міліцію і комітет бідноти.
З 19 вересня 1920 року Микулинці знову під польською владою.

### Друга Річ Посполита
Від вересня 1920 — під владою Польщі.
Микулинці ввійшли до Тернопільського повіту, їх віднесли до категорії містечок. У 1921 році тут проживало 3277 осіб. Центральна вулиця мала бруківку, була забудована невеликими одно- і двоповерховими будинками. На інших вулицях тулилися похилі мазанки, криті соломою.

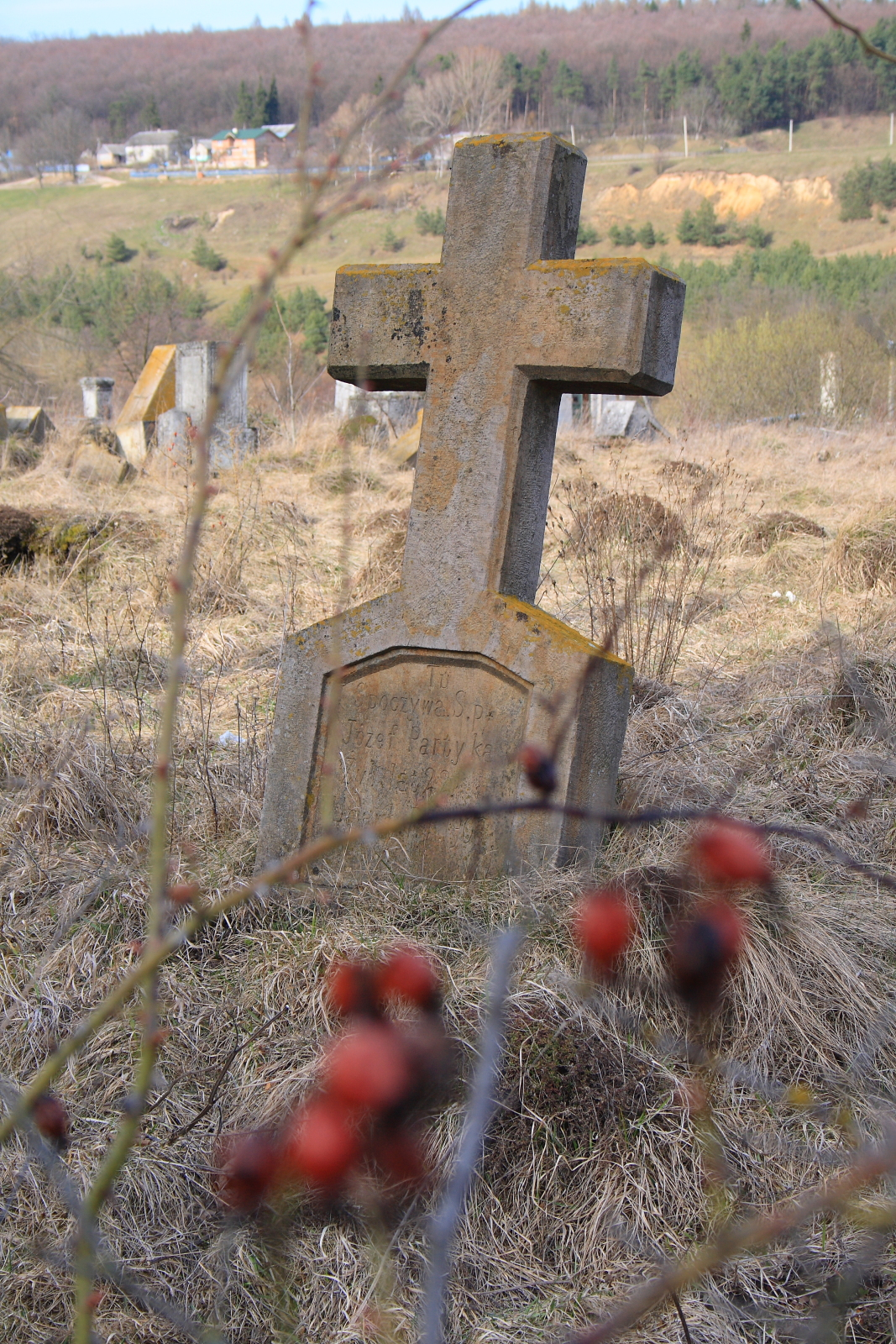
Католицький («польський») цвинтар біля костелу на околиці містечка

Під час польської окупації Микулинці залишалися містечком дрібних підприємств з невеликою кількістю робітників. У 1930 році діяли пивоварня і спиртовий завод, оцтова фабрика, цегельня, 2 водяні млини. Робочий день робітників тривав 12-14 годин. У містечку проживало 40 робітників, 85 торговців. Значна частина населення, зокрема, жителі околиць, займалася сільським господарством. З 1845 моргів усієї землі поміщикам та заможним сім'ям належало 1645 моргів. Більшість господарств мало по 1-2,5 морга. Через малоземелля селяни були змушені шукати будь-яких заробітків або емігрувати за океан. 1937 року в Микулинцях налічувалося понад 500 безробітних
1930 року в містечку були приватний лікар, дві акушерки, аптека, але через високу плату за медичну допомогу бідне населення нею не користувалося.
Польська влада переслідувала українську мову, культуру, намагалася покатоличити українців. Навчання в чотирикласній школі, реорганізованій 1933 року у семикласну, велося виключно польською мовою. У містечку була також невелика бібліотека з фондом 362 книжки польською мовою, за користування якими вносилася плата.
1926 року тут з'явився осередок КПЗУ.
У травні 1927 року відбувся І великий страйк сільськогосподарських робітників, вимогою якого було встановлення 8-годинного робочого дня і поліпшення умов праці.
Під час пацифікації у Галичині 30 вересня 1930 року каральні загони, увійшовши в селище, розбили погруддя Тараса Шевченка, розгромили читальню, завдали великої шкоди населенню.
У квітні 1934 року застрайкували різники, які вимагали підвищення заробітної плати на 50 %. У 1937 не вийшли на роботу робітники пивоварні, вимагаючи підвищити заробітну плату. З такою самою вимогою 15 червня 1938 року виступили робітники, зайняті на будівництві дороги. Страйк тривав до 7 липня, після чого вимоги страйкарів були частково задоволені.
З 1 серпня 1934 до осені 1939 містечко було адміністративним центром сільської гміни Микулинці. Проте до складу гміни воно не входило, а утворювало окрему міську.
Діяли «Просвіта», «Січ», «Сокіл» та інші товариства, кооператива.

### Друга світова війна

#### Прихід радянської влади
У вересні 1939 в Микулинці увійшла Червона Армія. В січні 1940 створено Микулинецький район (існував до 1962, коли селище перейшло до Теребовлянського району), Микулинцям надано статус селища міського типу.
7 жовтня 1939 року у містечку було зачитано відозву Львівського тимчасового управління про скликання Народних зборів Західної України.
Радянська влада намагалася будь-яким чином заробити прихильність місцевого населення, тому у 1940 році було відкрито лікарню, поліклініку, аптеку. Школа стала україномовною.
Проте, разом з тим, на початку 1940 року почалися масові арешти по всьому району і вивезення «неблагодійних» на Сибір.

#### Німецька окупація
Від 5 липня 1941 до 23 березня 1944 — під німецько-нацистською окупацією. В липні 1941 року в урочищі «Стромках» на околицях Микулинців німцями було розстріляно 42 мирних жителі. 1943 гітлерівські війська знищили більшість єврейського населення. Всього за час окупації гітлерівцями було знищено у містечку та навколишніх селах 1855 жителів. На примусові роботи до Німеччини вивезли 394 юнаки і дівчини. Також під час німецько-радянської війни у Микулинцях був аеродром.
Жителі містечка Ф. та Н. Лопатинські, М. Огірок — були вписані до праведників народів світу
Під час війни на теренах Микулинців діяла підпільна партизанська організація «Вуйко» та підпільна група ОРТ. Керівником групи був І. С. Охота. Обидві гетерії були організовані у вересні 1941 року колишнім головою виконкому Микулинецької районної ради Я. А. Кравченком. До середини березня 1943 року ці організації зросли до 43 осіб. Я. А. Кравченку в центрі містечка 5 листопада 1965 року урочисто було відкрито пам'ятник.
23 березня 1944 року у Микулинці вступили частини 60-ї дивізії 1-го Українського фронту. На фронтах Німецько-радянської війни проти німців із радянської сторони воювало понад 300 жителів. З них 214 загинуло, 56 відзначено урядовими нагородами.

#### Боротьба УПА проти радянської окупації
28 травня 1944 року енкаведисти здійснювали облаву в Микулинецькому лісі, де перебувала сотня УПА «Буйних» (командир «Овоч»). Відбувся жорстокий бій, у якому загинули кущовий сотні Стебницький Осип «Стріла» (1923 р. н., с. Воля), Лазута Олекса «Казка» (1910 р. н.), Лазута Василь (1912 р. н.) — обидва з Мишкович, Бакалець Іван («Вірний», «Станіслав», «Софрон», 1909 р. н., с. Дворіччя) та Романів Іван (1913 р. н., Велика Лука). Великі втрати також понесли енкаведисти
Неподалік Микулинців 23 березня 1946 року були оточені ворогами (50 чоловік) п'ять повстанців: «Черник», «Крук 1», «Крук 2», «Дон» і «Марко». Хлопці зуміли не лише вирватися з оточення, а навіть вбити капітана ОУМВС і переслідували втікаючих ворогів протягом цілої години. Загинув повстанець «Черник». Скільки загинуло ворогів — невідомо.
10 травня 1945 року під час облави на ліс біля села Микулинці, силами 500 чоловік НКВС, потрапив у оточення відділ «Бурлаки». Завдяки сконцентрованому вогневі підвідділ вирвався з оточення, залишивши на полі бою 10 вбитих та 8 поранених більшовиків. Власні втрати — 1 поранений.
26 червня 1947 року в районі Микулинців група військ МВС оточила підпільників Підгайного Ярослава («В'юна»), Лотоцького Ярослава («Ліщину»), «Орла» і «Ворона». В нерівному бою всі повстанці загинули. Вбито 2 енкаведисти

#### Депортовані з політичних мотивів
Радянською владою з політичних мотивів було депортовано всього дві родини: Коцюрко (4 особи) і Станімир (5 осіб)

### Радянський період
До кінця 1944 року в містечку стали до ладу МТС, почали працювати підприємства громадського харчування. Відкрилася школа, бібліотека, будинок культури. 10 січня 1945 вийшов перший номер районної газети «Ленінський клич».

#### Розвиток промисловості

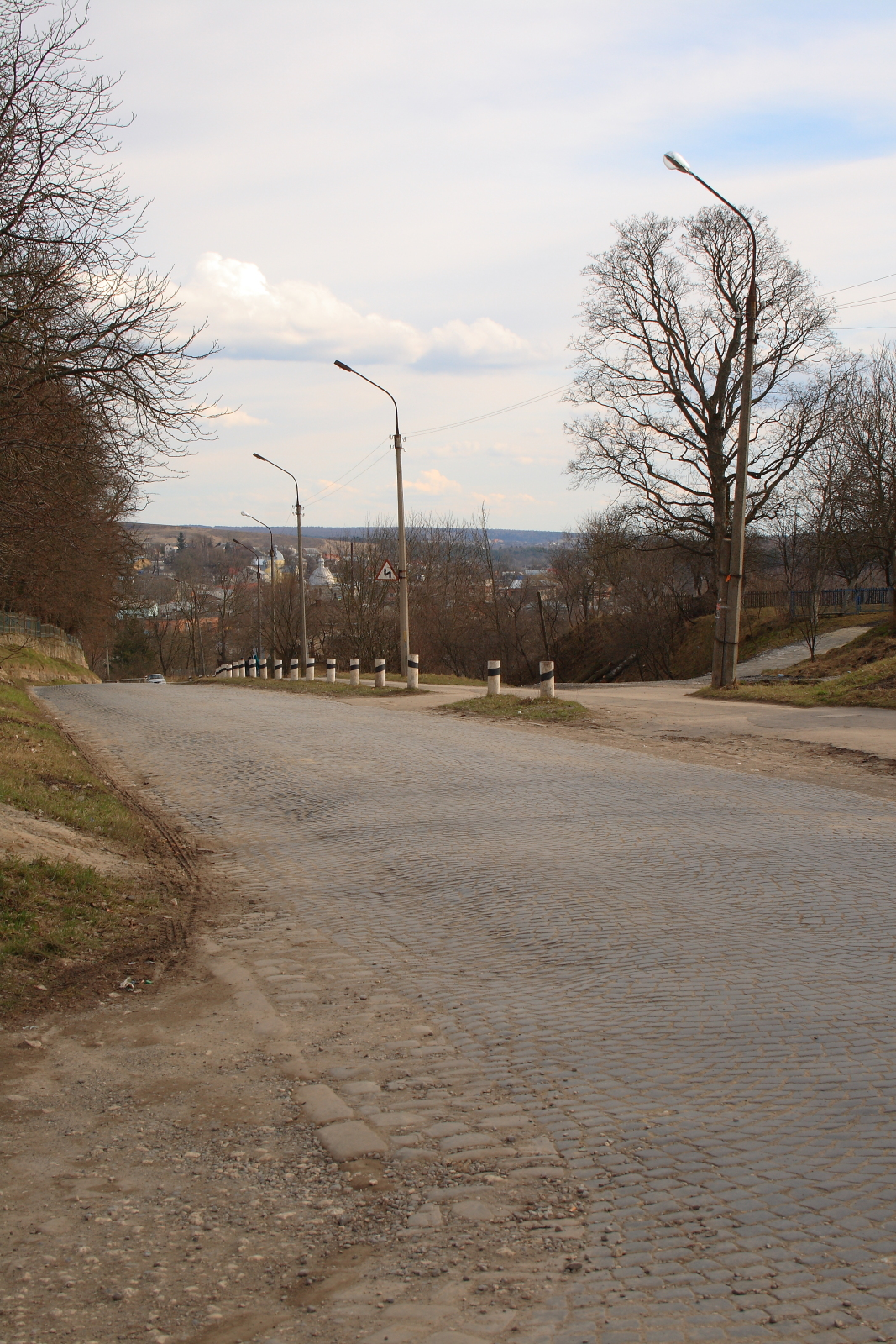
Автодорога на Тернопіль

- На початку 1950-х в селищі почали працювати промкомбінат, хлібопекарня
- 1956 року почали діяти:
  - хлібзавод, створений на базі хлібопекарні, потужність якого у 1970-х роках становила 24 тонни хлібобулочних виробів за добу
  - побутовий комбінат
- 1957 року було споруджено типову майстерню для ремонту тракторів і сільськогосподарських машин, адміністративний корпус, гуртожиток, допоміжні приміщення. У наступні роки став до ладу ливарний цех потужністю 200 тонн чавунного литва на рік, механічний та електро- цехи, де проводився ремонт електродвигунів і генераторів для підприємств області. 1963 року створено фабрику господарських виробів на базі промкомбінату
- 1968 і 1971 роки — на базі Микулинецького відділення «Сільгосптехніки» відбулися Всесоюзні семінари «обміну передовим досвідом».
- 1971–1972 роки — одержано 21200 рублів економії.
- 1971 року почали діяти:
  - цехи з виготовлення кукурудзяних паличок і кондитерських виробів.
  - плодовоконцервний завод потужністю 20 тисяч умовних одиниць на рік. Також завод залізобетонних конструкцій, потужністю 40-50 тисяч кубометрів різних виробів.

За перші два роки IX п'ятирічки працівники Микулинецького лісництва, утвореного 1944 року, посадили 87 гектарів лісу.

#### Колгосп
1958 року шляхом об'єднання артілей «Комсомолець», «ім. 30-річчя Радянської Армії» та «Перше травня» було створено колгосп «За комунізм». Центральна садиба колгоспу містилася в селі Воля.

#### Забудова містечка

Космічний знімок селища та його околиць

За 1960—1971 роки індивідуальними забудовниками споруджено 160 будинків. За цей період з'явилися нові вулиці:
- Комсомольська
- Піонерська
- Богдана Хмельницького
- Семена Рудиєва
- Олега Кошового та інші.

Ряд вулиць було забруковано, а центральну — покрито асфальтом.
У 1970 році у селищі було 11 магазинів, чайна, кафе, 2 їдальні.

#### Розвиток культури
1966 року для середньої школи було збудовано нове приміщення, 1973-го там навчалося 720 дітей і працювало 42 вчителі.
1970 року книжковий фонд бібліотеки становив 36 тисяч томів. 1972 року жителі селища отримали 6830 примірників газет і журналів.

### Сучасність

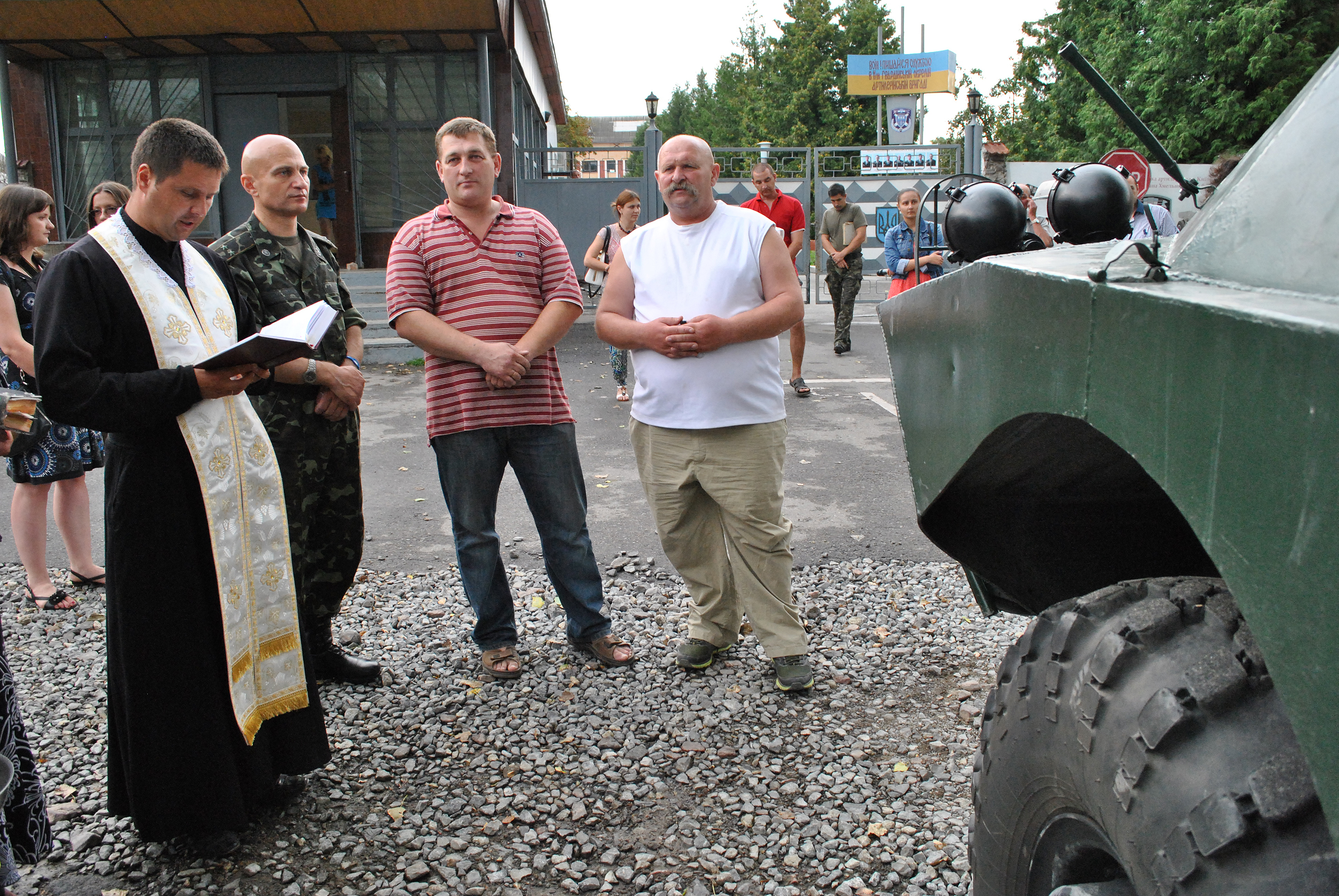
Микулинецькі волонтери передають в АТО відремонтовану БРДМ-1

3 січня 2002 року в районі смт Микулинці стався землетрус силою 6 балів, але через малу глибину центру його виникнення вже на відстані 20 кілометрів поштовхи не відчувалися. Внаслідок землетрусу близько 300 споруд зазнали пошкоджень.
У листопаді 2021 року жителів Микулинці запитали, залишати чи замінювати на асфальт історичну бруківку на вулиці Грушевського.
12 червня 2020 року, відповідно до розпорядження Кабінету Міністрів України № 724-р «Про визначення адміністративних центрів та затвердження територій територіальних громад Тернопільської області» увійшло до складу  Микулинецької селищної громади.
19 липня 2020 року, в результаті адміністративно-територіальної реформи та ліквідації Теребовлянського району, селище увійшло до складу Тернопільського району.

## Політика
На Президентських виборах 2004 року у Микулинцях була виборча дільниця № 223 Територіального виборчого округу № 169, влаштована у місцевому будинку культури. У другому турі, 26 грудня, у голосуванні взяло участь 2249 осіб, з них 2189 громадян підтримало Віктора Ющенка, 31 громадянин Віктора Януковича.
На Президентських виборах 2010 року у Микулинцях було організовано 2 виборчі дільниці: № 258 і № 259 Територіального виборчого округу № 168. У першому турі у голосуванні взяло участь 1802 громадяни. Підтримали таких кандидатів: Інна Богословська — 2, Михайло Бродський — 1, Анатолій Гриценко — 26, Володимир Литвин — 19, Олександр Мороз — 6, Василь Противсіх — 4, Петро Симоненко — 23, Людмила Супрун — 3, Юлія Тимошенко — 613, Сергій Тігіпко — 102, Олег Тягнибок — 69, Віктор Ющенко — 564, Віктор Янукович — 103, Арсеній Яценюк — 217 осіб. 35 виборців не підтримали жодного з кандидатів.

### Парламентські вибори, 2019
На позачергових парламентських виборах 2019 року у селищі функціонували 2 окремі виборчі дільниці № 610880 і 610881, розташовані у приміщеннях будинку культури і їдальні ВАТ «Булат», відповідно.
Результати
- зареєстрований 2551 виборець, явка 46,73%, найбільше голосів віддано за «Слугу народу» — 35,76%, за «Голос» — 14,79%, за «Європейську Солідарність» — 14,03%.[54] В одномандатному окрузі найбільше голосів отримав Ігор Сопель (Слуга народу) — 28,41%, за Миколу Люшняка (самовисування) — 20,55%, за Олега Вітвіцького (Голос) — 16,93%[55].

## Населення

### Дані всеукраїнського перепису населення 2001
Згідно з всеукраїнським переписом населення 2001 року, у Микулинцях проживало 3653 осіб. З них:
- чоловіки — 1673 осіб — 46 %
- жінки — 1980 осіб — 54 %[56].

### Мова
Розподіл населення за рідною мовою за даними перепису 2001 року:
| Мова       | Кількість | Відсоток |
| ---------- | --------- | -------- |
| українська | 3412      | 98.70%   |
| російська  | 36        | 1.04%    |
| польська   | 6         | 0.17%    |
| білоруська | 2         | 0.06%    |
| вірменська | 1         | 0.03%    |
| Усього     | 3457      | 100%     |

## Некрополі

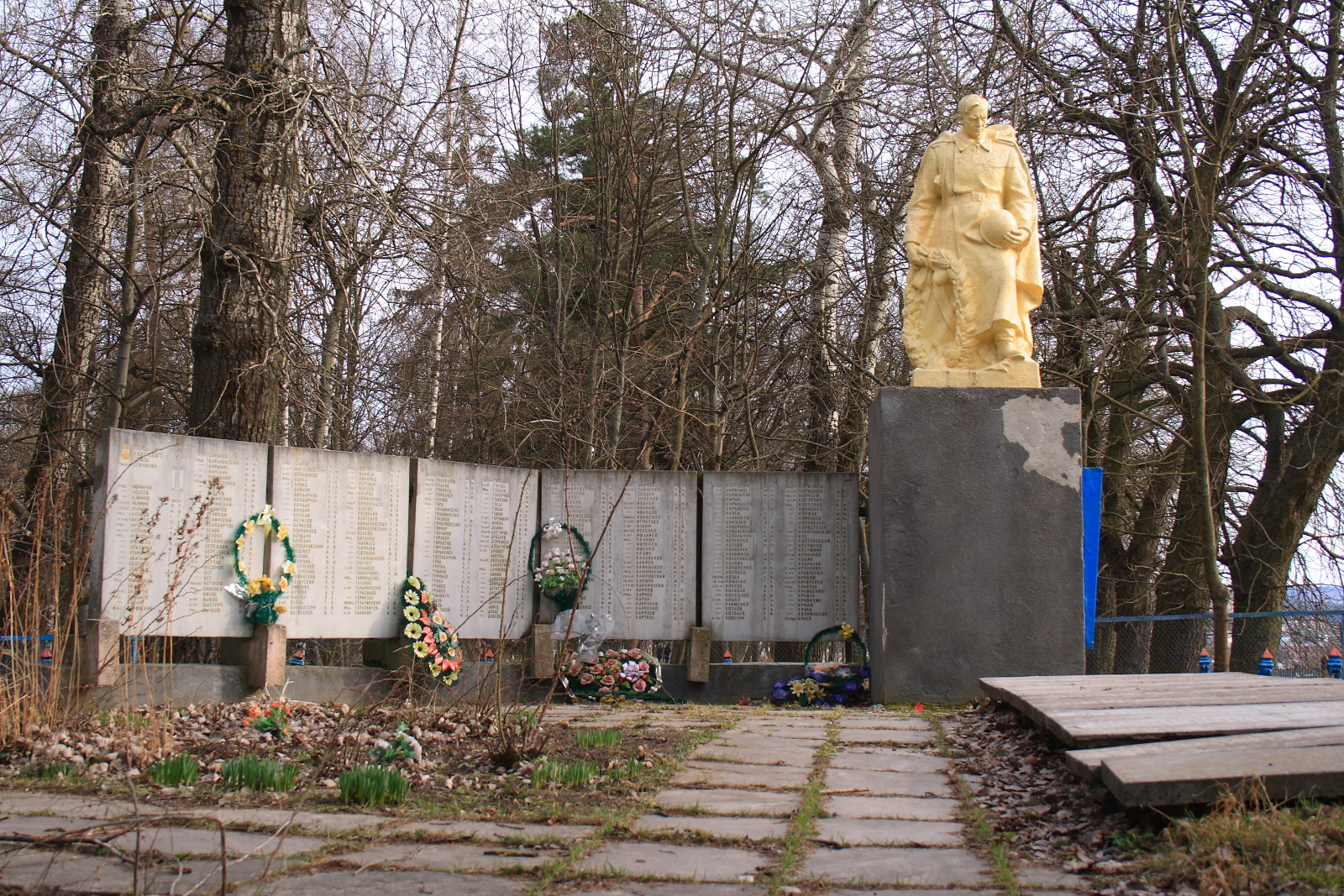
Пам'ятник на братській могилі воїнів Радянської Армії (1968), скульптор Л. Гром

Насипано символічні могили Українським Січовим Стрільцям та воякам УПА (1990).
Споруджено пам'ятники:
- на братській могилі воїнів Радянської Армії, у якій похований Герой Радянського Союзу П. В. Сенчихін (1954), а також вояки української, російської, білоруської, грузинської, вірменської, казахської та інших національностей.
- жертвам фашизму (1969).

У центрі містечка є могила лейтенанта Радянської Армії Г. А. Арутюнова. На могилі надгробна плита і обеліск.
У Микулинцях також частково збереглося єврейське кладовище. Більшість пам'ятників на ньому зруйновано і загальний стан кваліфікується як незадовільний.

## Соціальна сфера
Працюють загальноосвітня школа І-ІІІ ступенів, Будинок культури, бібліотека, районний державний архів, фізіотерапевтична лікарня, поліклініка.
У жовтні 2016 року в Микулинцях відновили пожежну частину.

## Підприємства
У селищі працює хлібний завод.

Також є відкриті акціонерні товариства:
- «Бровар» — підприємство, яке виготовляє «Микулинецьке пиво», та столову воду.
  - У Львові на вулиці Чайковського, 7 діє «Микулинецький паб».[60]
- ПАТ «Булат» — підприємство працює на базі колишньої микулинецької сільгосптехніки і ливарно-механічного заводу. Основна його продукція — чавунні й сталеві відливки, каналізаційні та телефонні люки, водостічні решітки, заготовки для сільськогосподарських машин, опорні котки тракторів, металеві конструкції огорож, а також анодні заземлювачі електрохімзахисту магістральних газопроводів.
- «Медобори».

## Пам'ятки архітектури
Збереглися залишки замку і палац графів Реїв (кінець 18 століття, перебудовано 19 ст.).
- костел Пресвятої Трійці (1779, архітектор Авґуст Фридерик Мошинський),
- церква Святої Тройці (2009, кам'яна, ПЦУ),
- церква Пресвятої Трійці (1889, кам'яна, УГКЦ),
- капличка (1999, мурована),
- «фігура» захисникові від пожеж святому Флоріану (1797).

### Замок

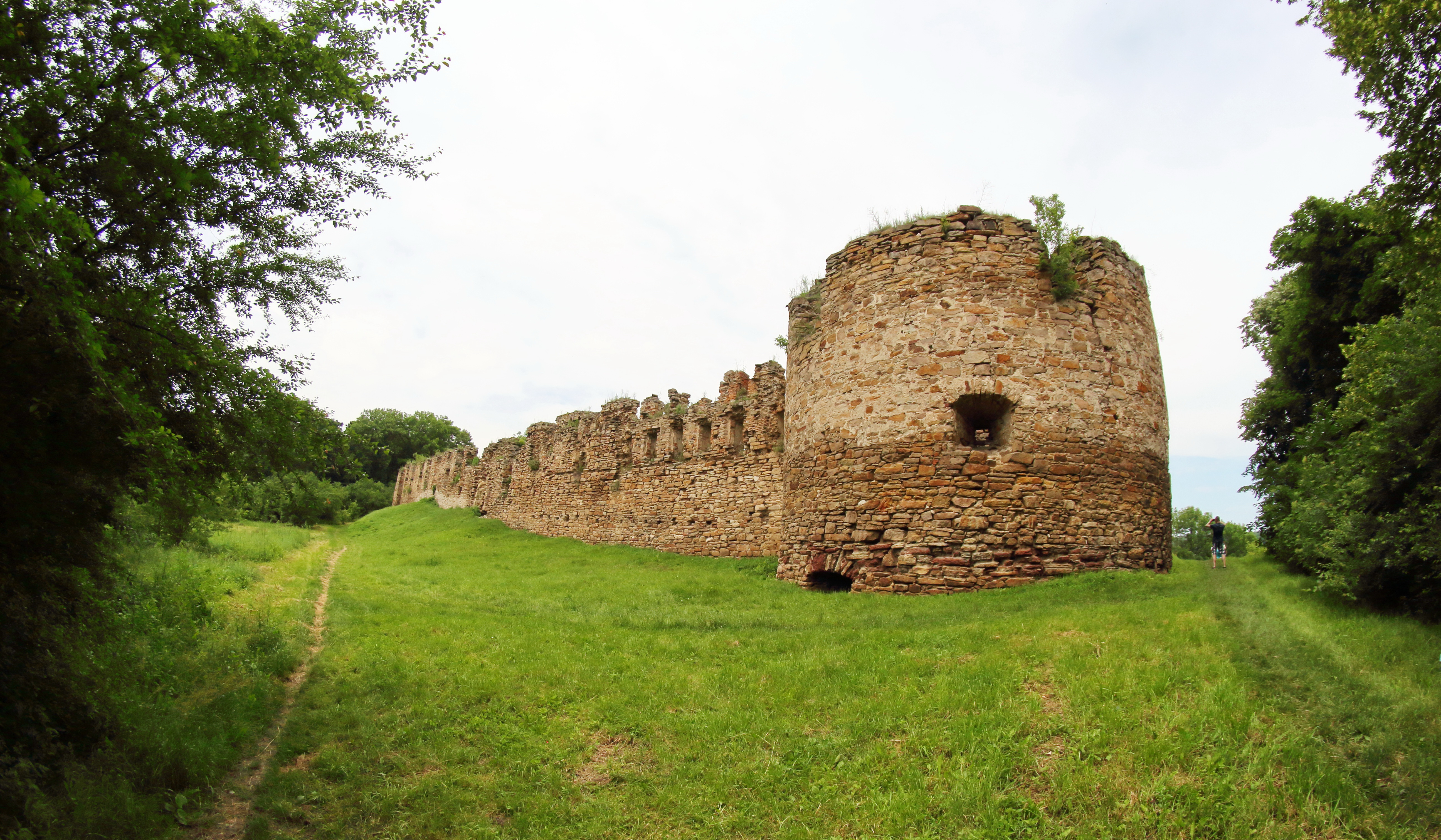
Руїни Микулинецького замку

1550 р. власниця Микулинців шляхтянка Йорданóва звеліла звести тут мурований замок для захисту від нападів татар, що грабували ці землі мало не щороку. Фортеця була закладена на місці дерев'яної оборонної споруди. Замок давав почуття відносної безпеки. Він витримував не одну осаду, на його мурах до цієї пори видно сліди розпеченої смоли, яка лилася на голови нападників.
Великої шкоди фортеці завдало військо під командуванням Ібраґіма Шишмана 1672 року. Облога тривала два тижні (15 днів), після чого у Микулинцях закінчилося продовольство. Почалися переговори з турками: ворог обіцяв волю обложеним за здачу замку, але не дотримав слова. Майже всіх чоловіків порубали, жінок, дітей та ремісників взяли у ясир.
У 18 столітті замок починає занепадати, втрачає своє оборонне значення, 1815 року австрійський (галицький) барон Ян Конопка, купивши фортецю, організував в ній суконну фабрику.
З початку XX ст. замок було залишено на самознищення. Ніяких робіт по реставрації не велося. Проте до 900-річчя Микулинців проектний інститут «Укрпроектреставрація» (місто Львів) виготовив документацію на відновлення замку.
Замок має вигляд квадрата з довжиною стін 75 метрів і товщиною оборонних мурів — 2 метри. На 3 кутках замку височать круглі вежі, які мали 3 яруси з бійницями для гармат. Із західного боку, де оборонні мури додатково захищені глибоким ровом, замок мав в'їзну браму із звідним мостом. Ще один в'їзд у замок зі східного боку. Всередині фортеці були житлові будинки, під ними льохи і підземні ходи.

### Троїцький костел

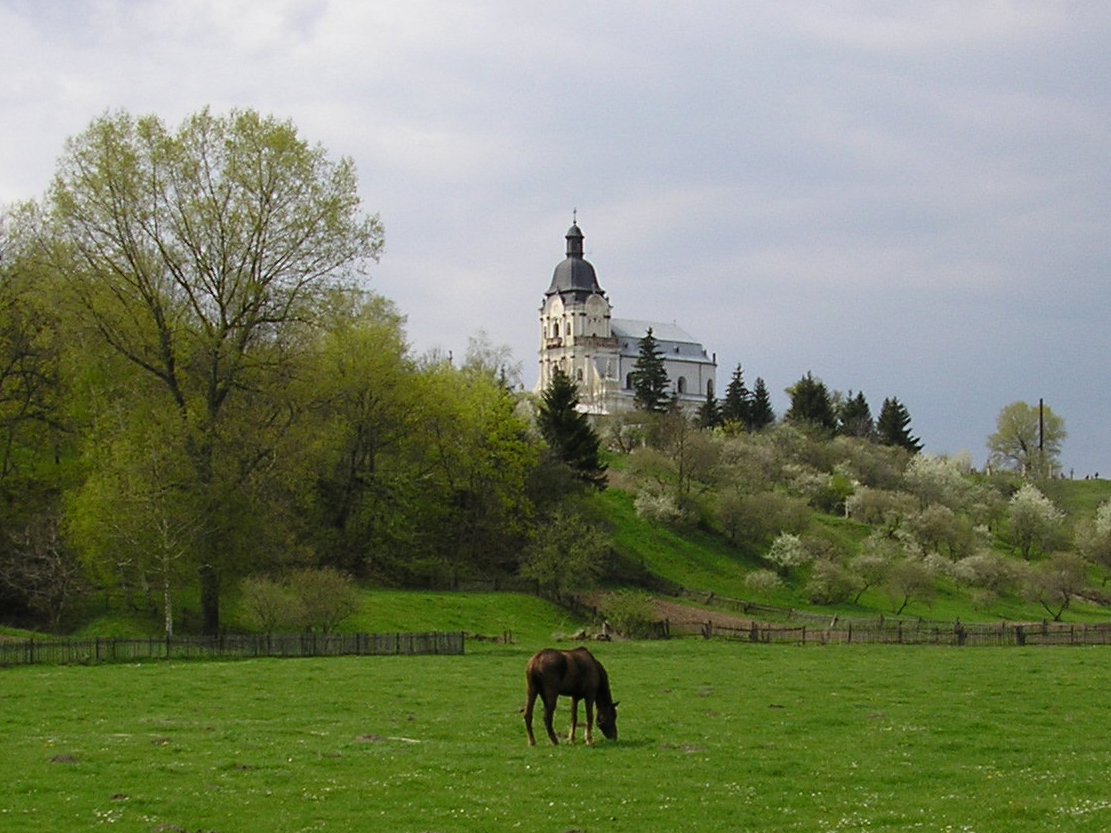
Вигляд на костел з об'їзної

Унікальним пам'ятником архітектури національного значення є кам'яний костел 18 століття, яким нині користуються вірні Римо-католицької церкви.
Спочатку в Микулинцях знаходився дерев'яний костел Івана Хрестителя. Пізніше на тому самому місці був збудований теперішній кам'яний[джерело?]. Дерев'яний костел був розібраний орієнтовно наприкінці 18 століття.
Збудований за проектом архітектора А. Ф. Мошинського під впливом дрезденського храму Гофкірхе в стилі бароко. Фундатори — великий гетьман коронний Юзеф Потоцький, його друга дружина — Людвіка з Мнішеків. Костел існував наприкінці XVI століття. У 1780–1785 роках парафію Микулинці обслуговували ченці Коаґреґації (Згромадження) отців-місіонерів.
Протягом 1799—1816 років у парафії відбулось багато змін: ремонт храму після сильної бурі, зміна пароха, встановлення нових дзвонів. У роки війни костел був повністю залишений і закритий.
У 1989 році була відновлена парафія Трійці Пресвятої. Парафія належить до Чортківського деканату Львівської архідієцезії.

### Палац

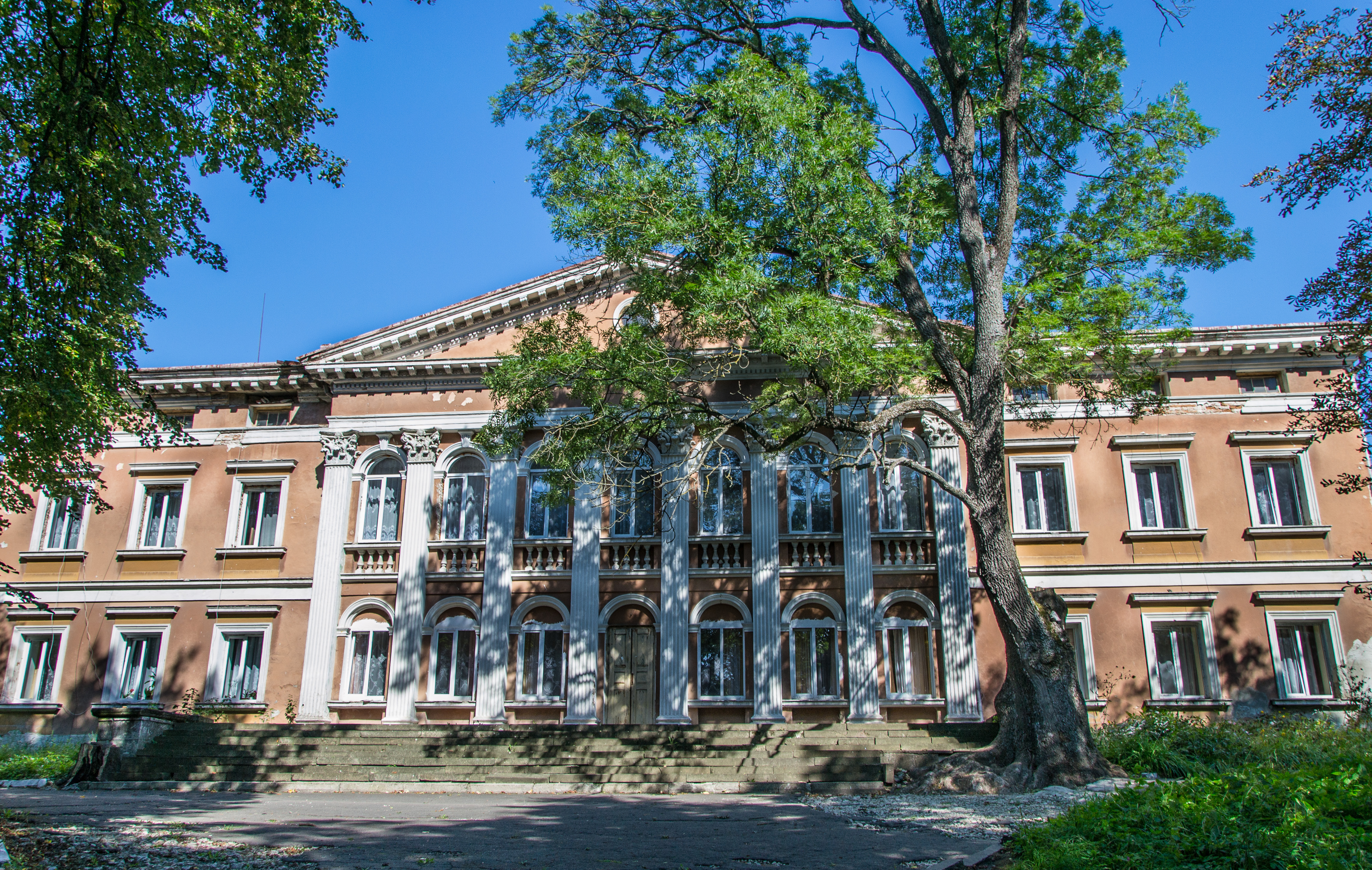
Микулинці, палац графів Реїв, парковий фасад

Пам'ятка архітектури — палац графів Реїв. Споруджений наприкінці XVIII століття на кошти Потоцьких, перебудований у XIX столітті в стилі ампір коштом магната Яна Конопки. У XVIII ст. Людвіка Потоцька подарувала його графові Мнішекові. Розташований в старому семигектарному парку, де росте багато давніх дерев, зокрема 3 ясени віком понад 200 років.
Зараз у приміщенні палацу діє лікарня-санаторій.

## Пам'ятки природи
Микулинецькі буки — вікові дерева, ботанічна пам'ятка природи місцевого значення.

## Відомі люди

### Народилися
- Стефанія Абрагамовська-Грицко-Кібюк (1897—1982) — громадська діячка;
- Степан Абрагамовський (1857–1916) — громадський діяч, політик;
- Віра Бучинська (4 квітня 1923) — громадська діячка, редактор
- Протоієрей Євген Заплетнюк (нар. 1978) — релігійний діяч, публіцист, вчений-богослов;
- Андрій Куцан (нар. 1933) — адміністратор Українського інституту освітньої політики, ФРН.
- Тарас Кицмей (1966) — український підприємець, науковець, економіст та громадський діяч.
- Ольга Монастирська (нар. 1984) — українська співачка, автор і виконавець власних пісень, поетка, режисер, актор, модельєр-дизайнер.
- Євген Сінкевич (нар. 1958) — український історик.

### Проживали, працювали, перебували
- Іван Франко;
- художники:
  - Корнило Устиянович;
  - Михайло Гончарук (помер 1969). Написав картину «Іван Франко в Микулинцях» (1956 р., зараз зберігається у Тернопільському обласному художньому музеї);
  - Андрій Петрик;
  - Юліан Панькевич;
  - Микола Іванович Івасюк;
- Балей Степан-Максим  — український і польський психолог, педагог, філософ[63].
- Петро Панас — журналіст, літератор (помер у Микулинцях)[64]);
- Роман Слюзар — український правник, громадський діяч, доктор права; голова філії товариства «Просвіта» (1925—1933 роки), відновив діяльність філії товариства «Сокіл» у Микулинцях;
- Яків Головацький — письменник, фольклорист;
- отець Остап Нижанківський — священик УГКЦ (капелан), композитор, диригент, громадський діяч;
- Павло Думка — громадський діяч, поет;
- Марцін Твардовський — галицький майстер виробів з дерева.

## Галерея

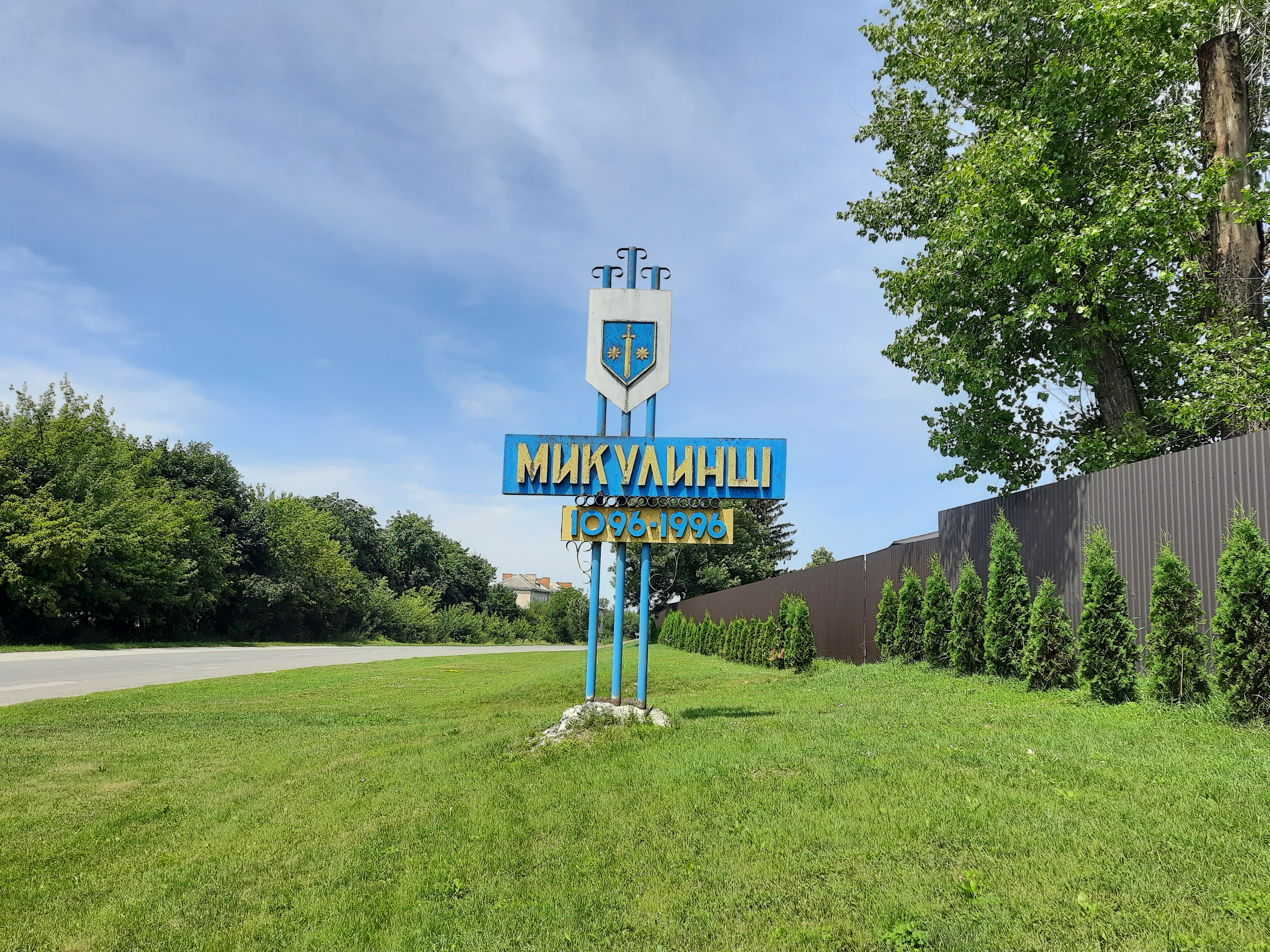
Знак при в'їзді в Микулинці
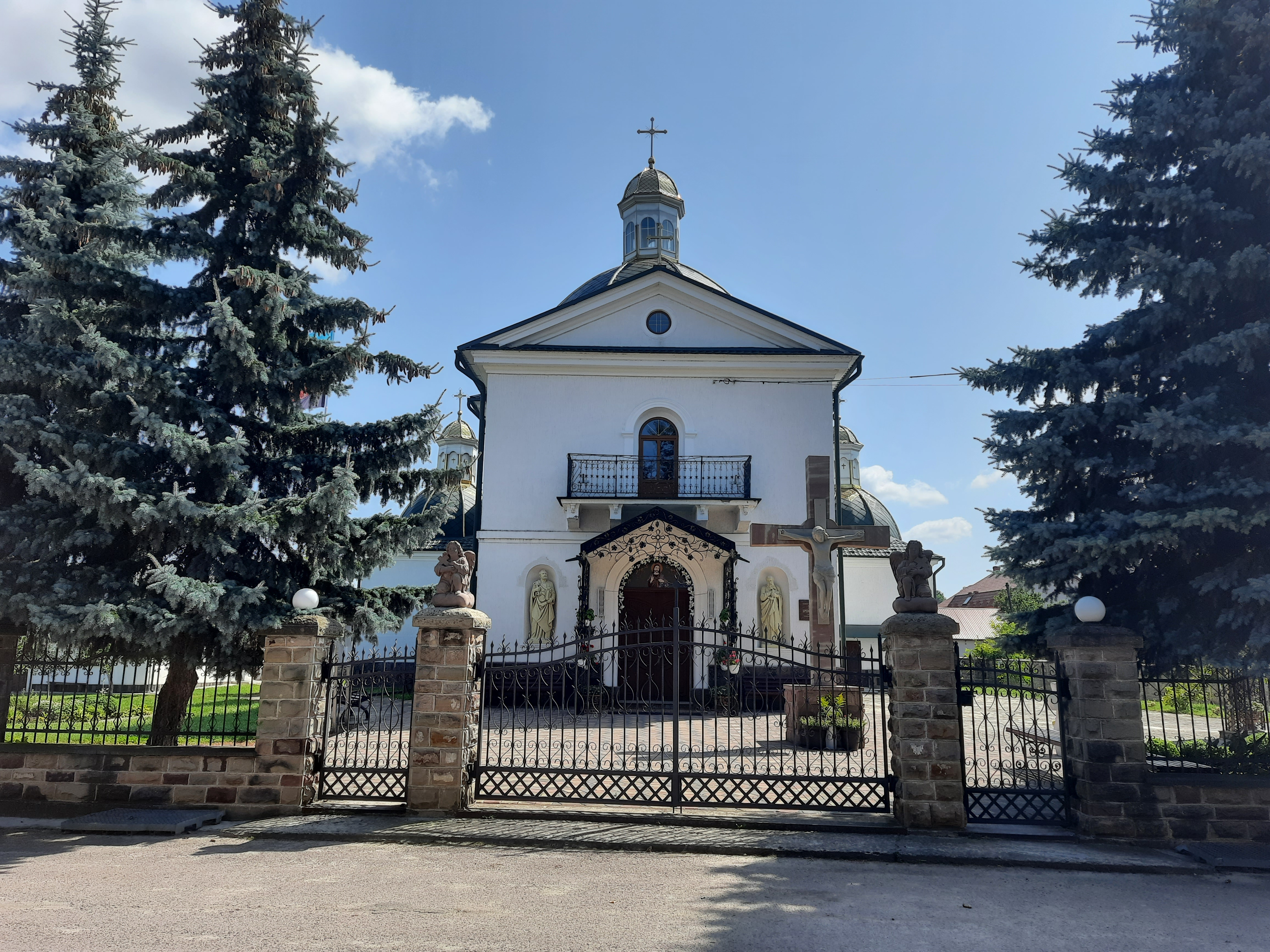
Церква Пресвятої Трійці
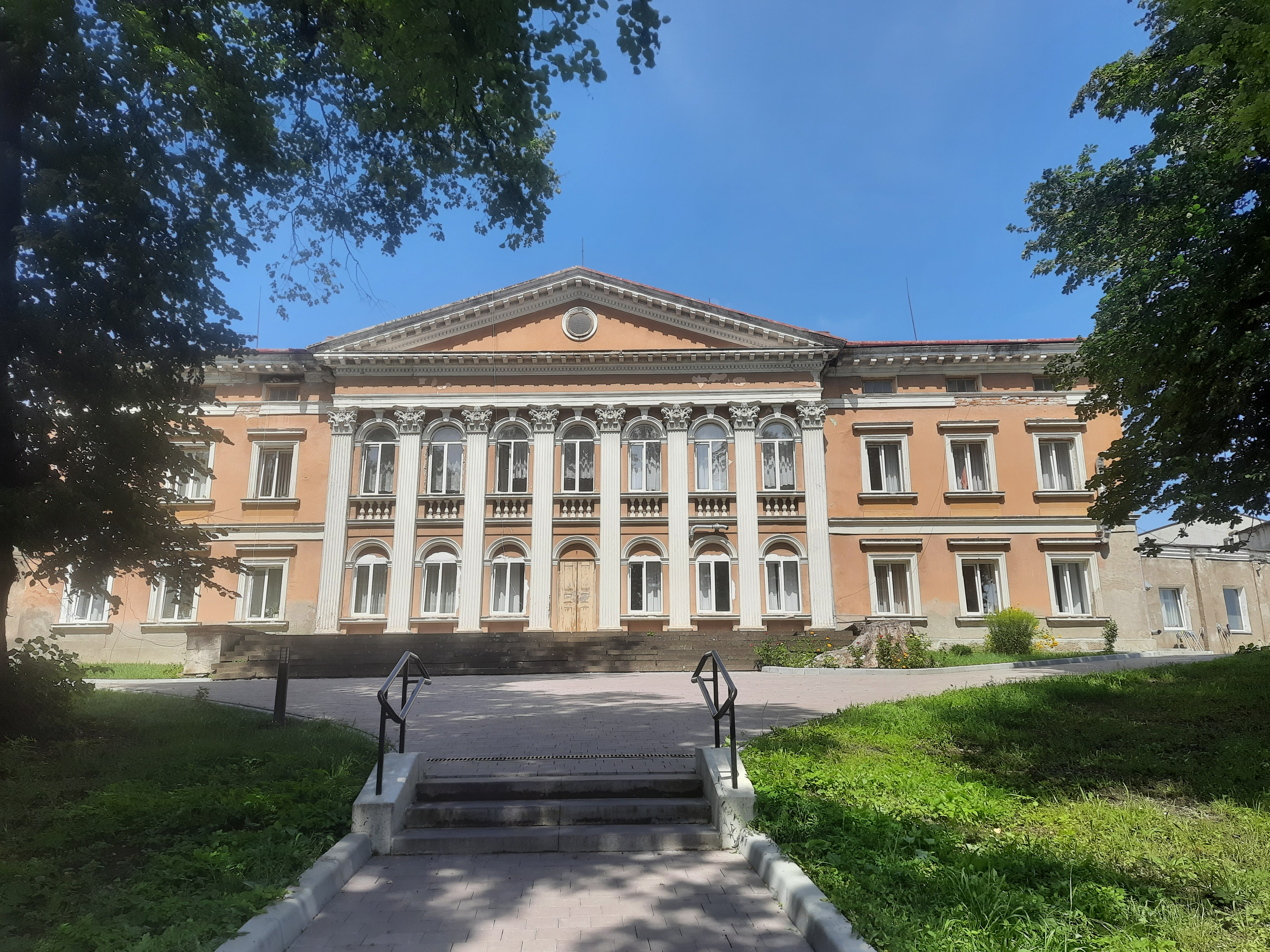
Микулинецький палац
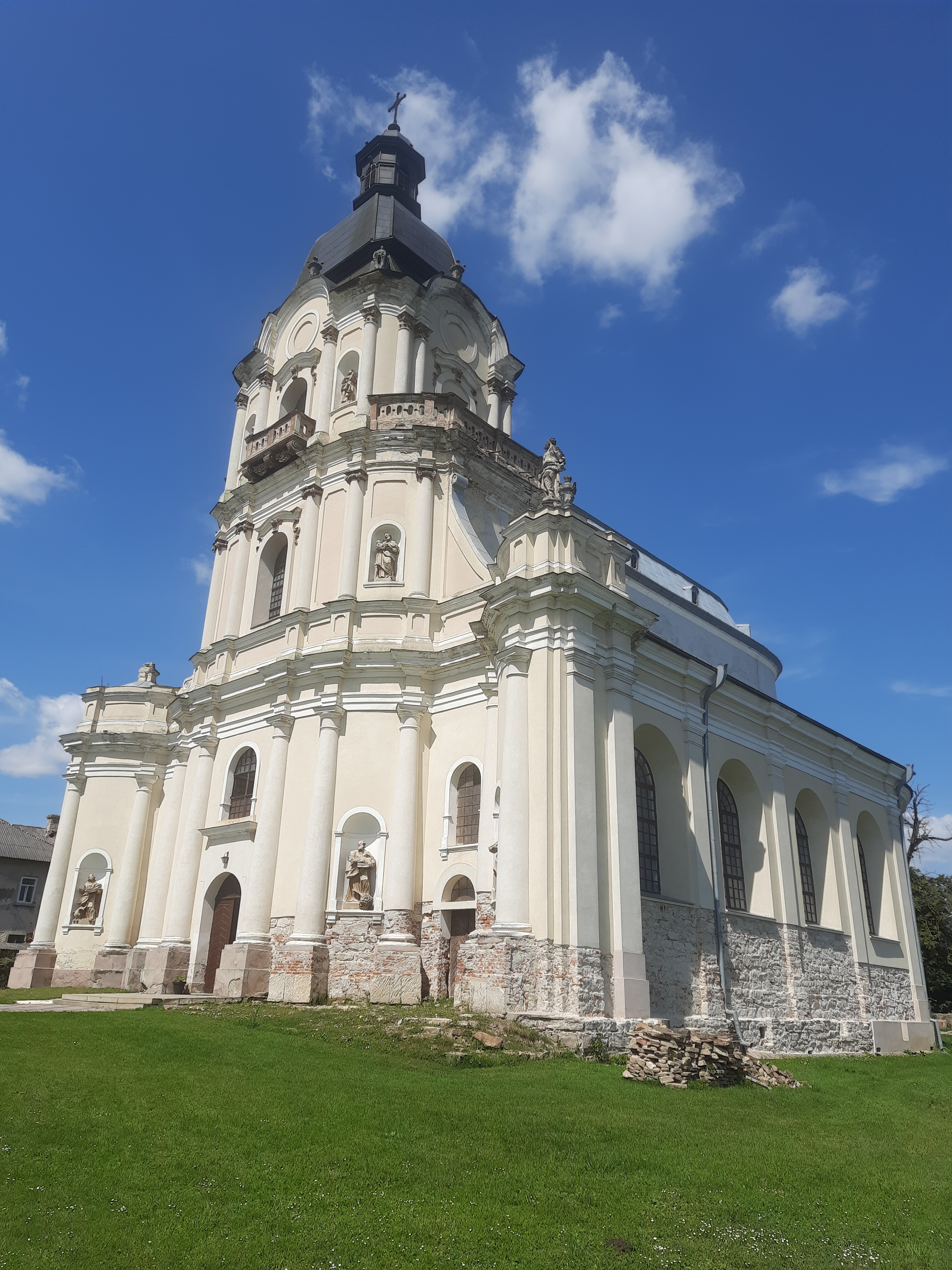
Костел Пресвятої Трійці
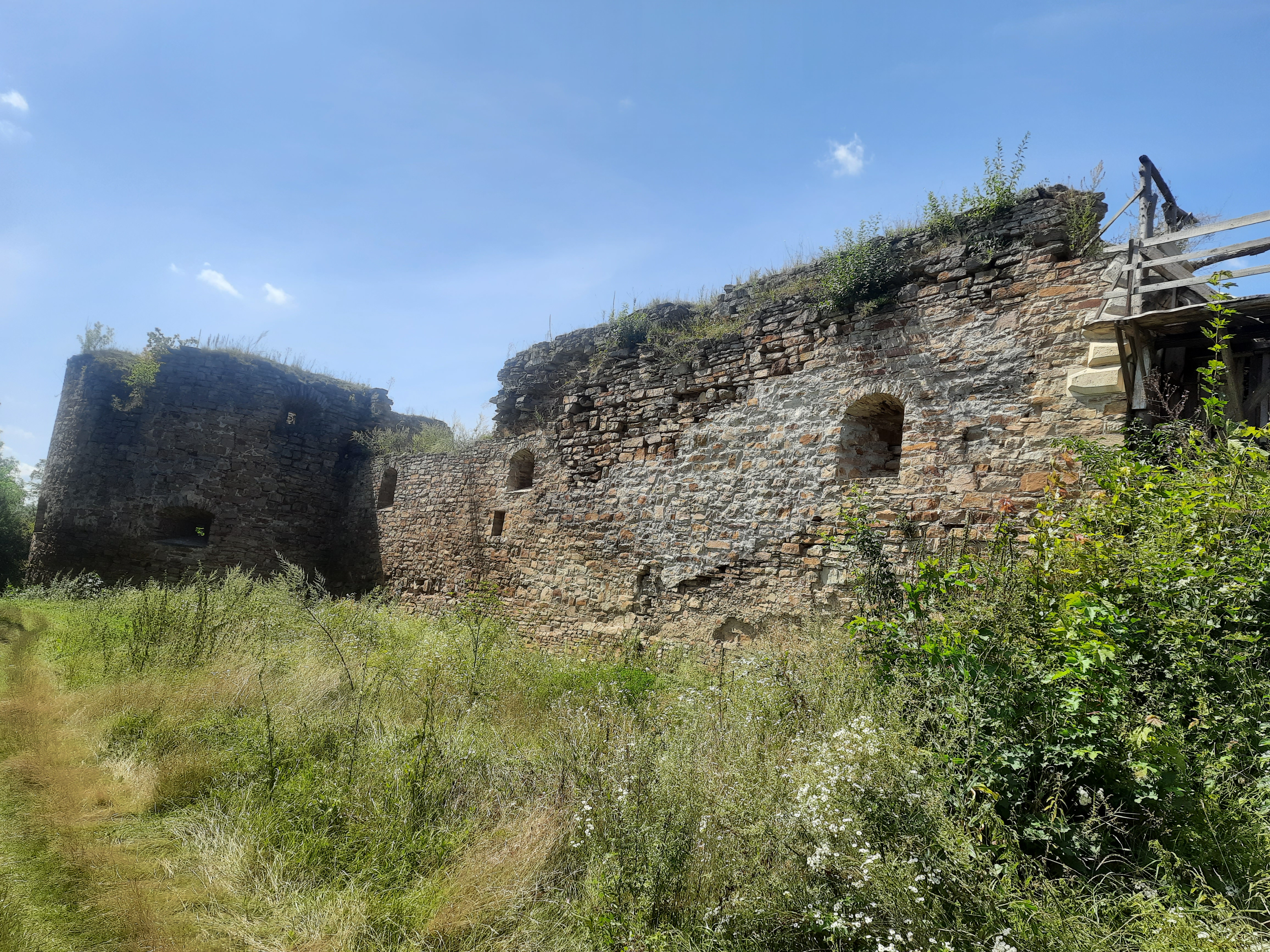
Замок